# Cuba aux Jeux olympiques de 1904
Cuba participe aux Jeux olympiques d'été de 1904 à Saint-Louis, au Missouri. Il s'agit de la deuxième participation d'une équipe cubaine. Cuba obtient trois médailles d'or, en Escrime.

## Médailles d’or
| Sport              | Discipline         | Sportifs    | Performance |
| Médailles d’or : 3 |                    |             |             |
| Escrime            | Épée individuelle  | Ramón Fonst |             |
| Escrime            | Fleuret individuel | Ramón Fonst |             |
| Escrime            | Sabre individuel   | Manuel Diaz |             |